# Strada statale 529 dell'Ofanto
La ex strada statale 529 dell'Ofanto (SS 529), ora strada provinciale 143 dell'Ofanto (SP 143) e strada provinciale ex SS 529 dell'Ofanto (SP ex SS 529), è una strada provinciale italiana il cui percorso si snoda nella Provincia di Foggia e in parte in Provincia di Potenza.

## Percorso
La strada aveva origine nel centro abitato di Cerignola innestandosi sulla strada statale 16 Adriatica e la allora strada statale 545 Rivolese. In seguito alla costruzione di un tratto in variante della SS 16, l'innesto fu posto più a nord, lasciando così che l'arteria attraversasse il centro abitato stesso.
Uscita quindi verso sud, dopo pochi km presenta lo svincolo Cerignola dell'A16 Napoli-Canosa proseguendo oltre fino ad attraversare il fiume Ofanto che segna anche il passaggio dalla Puglia alla Basilicata. Il restante tratto, fino all'innesto con la strada statale 93 Appulo-Lucana in località Gaudiano, pur essendo in territorio lucano è sempre stato considerato pugliese sia ai tempi in cui era statale, sia attualmente che la strada risulta provinciale.
In seguito al decreto legislativo n. 112 del 1998, dal 2001 la gestione è passata dall'ANAS alla Regione Puglia e alla Regione Basilicata, che ha provveduto al trasferimento dell'infrastruttura al demanio della Provincia di Foggia e della Provincia di Potenza per le tratte territorialmente competenti..